# Catan
Catan, tot 2014 De kolonisten van Catan, is een bordspel voor 3 tot 6 spelers, bedacht door Klaus Teuber en uitgebracht in 1995. Het origineel werd uitgebracht in Duitsland door Franckh-Kosmos Verlags-GmbH & Co. onder de naam Die Siedler von Catan. Het spel heeft diverse prijzen gewonnen, waaronder die van Spiel des Jahres 1995, Deutscher Spielepreis 1995 en de Origins Award 1996.

## Geschiedenis
Catan is waarschijnlijk het eerste van een hele reeks Duitse bordspellen dat ook buiten Duitsland populair is geworden. Het is vertaald in het Deens, Engels, Frans, Grieks, Hongaars, Italiaans, Japans, Nederlands, Noors, Portugees, Koreaans, Russisch, Sloveens, Spaans, Tsjechisch en Zweeds. Teubers originele spelontwerp omvatte het standaardspel en de eerste uitbreiding Zeevaarders; deze zijn echter een voor een op de markt gebracht, omdat het spel door de uitgever anders te complex werd bevonden. Het standaardspel en de uitbreidingen zijn te combineren tot verschillende zogenaamde scenario’s, bijvoorbeeld De Nieuwe Wereld. Een en ander is in België en Nederland verkrijgbaar via 999 Games, in de Verenigde Staten via Mayfair games, in Japan via Capcom en via Kosmos in Duitsland.

## Populariteit
Catan was de eerste typische designer game die buiten Europa relatief populair werd, en wordt wel de "doorbraak" van deze spellensoort genoemd. Het oorspronkelijk Duitse spel is in minstens 25 talen vertaald.
Catan is vermoedelijk mede populair geworden doordat het spel en de regels eenvoudig te leren zijn, maar daarna is er nog veel uitdaging in het uitdenken van tactieken en strategieën. Het spel heeft een aantal eigenschappen waardoor het geschikt is om met het hele gezin te spelen. Niemand wordt tijdens het spel geëlimineerd en spelers kunnen stap voor stap naar een bereikbaar doel toewerken, zoals het bouwen van een stad op een bepaalde plaats. Het feit dat ieder spel weer anders is (doordat het bord variabel is) zorgt ervoor dat het spel niet zo snel verveelt. Verder is het zo dat degene die als eerste een bepaald aantal overwinningspunten bereikt het spel wint. Door deze overwinningsconditie kan het spel nooit eindeloos duren in tegenstelling tot de populaire klassiekers Risk en Monopoly, waar het spel pas is afgelopen als een speler de andere spelers heeft uitgeschakeld.

## Overzicht
Catan kan volgens talloze varianten gespeeld worden, op 23 officiële en geteste landkaarten, die zijn gemaakt met het standaardspel en de uitbreidingen.
- Dynamische kaarten
  - Standaard (III-IV)/(V-VI): 10 overwinningspunten
  - Naar nieuwe oevers (III-IV): 13 overwinningspunten
  - Oceanië (III)/(IV)/(V)/(VI): 12 overwinningspunten
  - Een nieuwe wereld (III)/(IV)/(V)/(VI): 12 overwinningspunten
  - Groot-Catan (IV)/(VI): 18 overwinningspunten
- Statische kaarten
  - De vier eilanden (III)/(IV)/(V)/(VI): 12 overwinningspunten
  - Door de woestijn (III)/(IV)/(V)/(VI): 12 overwinningspunten
  - De grote oversteek (IV)/(VI): 13 overwinningspunten

Uitgangspunt van het spel is dat de spelers kolonisten zijn op het eiland Catan. Op de 21 zeekaarten kunnen de spelers ook andere eilanden verkennen. Tijdens het spel ontvangen de spelers grondstoffen, waarmee ze straten, schepen (alleen op zeekaarten), dorpen en steden kunnen bouwen. Ze kunnen ook ontwikkelingskaarten kopen, die verdere vooruitgang van de beschaving voorstellen. De totale vooruitgang wordt weergegeven door overwinningspunten, die op diverse manieren verdiend kunnen worden. De grondstofopbrengsten worden bepaald door twee zeszijdige dobbelstenen (zie voor details hieronder). Een speler wint door als eerste in zijn eigen beurt hardop, en met recht, te zeggen dat hij het benodigde aantal overwinningspunten, heeft verzameld. Dit benodigde aantal punten varieert per bord, zoals vermeld in de bovenstaande lijst. Uiteraard kan men voor meer of minder benodigde overwinningspunten kiezen, afhankelijk van de beschikbare speeltijd.
Het belang van de dobbelstenen lijkt af te nemen met het vaardiger worden van de speler. De beste spelers hebben laten zien dat ze iets meer dan de helft van hun spellen kunnen winnen, over lange perioden gemeten.

## Het bord
Het standaardbord (III-IV) bestaat uit 37 zeskantige land- en zeetegels.
Officiële regels voor het opbouwen van het bord
- Scheid de landtegels van de zeetegels.
- Schud de landtegels gesloten door elkaar. Neem de tegels een voor een van de stapel en leg ze als volgt uit:
  1. Leg 5 landtegels verticaal aan elkaar op tafel neer.
  2. Sluit links en rechts van deze rij 4 landtegels aan.
  3. Sluit daar links en rechts nogmaals 3 landtegels op aan.
- Sorteer de 9 zeetegels met havens van de overige zeetegels. Schud de eerste groep en leg ze aan de landtegels, steeds een plek voor een tegel vrijlatend. De volgorde is willekeurig. De havens moeten aan de landtegels grenzen.
- Plaats de zeetegels in de opengelaten plaatsen tussen de havens.
- Plaats de getallenfiches als volgt: Leg de fiches op alfabet tegen de wijzers van de klok in op de landtegels, van buiten naar binnen. Op de woestijn komt géén fiche te liggen. Als alle fiches liggen, worden ze omgedraaid. De getallen worden zichtbaar. De rode getallen (6 en 8) mogen niet aan elkaar grenzen.

Bij modernere versies bestaat het standaardbord uit 19 zeskantige landtegels en zes lange zeetegels met aan één kant een rechte zijde, waarop ook alle havens zijn afgebeeld, zoals te zien is op de foto. De opbouw is dan net zoals boven, maar dan worden eerst de zes zeetegels neergelegd met de rechte zijde naar buiten, zodat deze een regelmatige zeshoek vormen. Daarbinnen worden dan op bovengenoemde wijze de 19 zeskantige landtegels geplaatst. Daarna worden er op bovengenoemde manier getallenfiches op geplaatst.

## Spelregels

### Grondstoffenopbrengsten

#### Van landtegels
Iedere landtegel (behalve de woestijn) levert een specifieke grondstof op voor spelers die een dorp of een stad hebben gebouwd aan deze tegel. Wanneer de twee dobbelstenen worden gegooid, geeft elke landtegel die het nummer draagt dat overeenkomt met het totaal van de dobbelstenen opbrengsten. Elk dorp aan deze tegel(s) geeft 1 grondstof, elke stad 2. Omdat er met twee dobbelstenen wordt gegooid, is het waarschijnlijk dat landtegels met de nummers 6 en 8 de meeste opbrengsten zullen genereren, en die met 2 en 12 de minste. Hoe groter het getal op de fiches gedrukt staat, hoe hoger de waarschijnlijkheid dat het getal gegooid wordt. De twee getallen die volgens de regels van de kansberekening het vaakst gegooid zullen worden, 6 en 8, zijn rood gedrukt. De grondstoffenkaarten die spelers bezitten, dienen voor andere spelers altijd zichtbaar te zijn. Het gaat echter alleen om het aantal kaarten, dit is informatie die altijd eerlijk gegeven moet worden als ernaar wordt gevraagd. Welke grondstoffen de spelers precies hebben hoeft niet bekendgemaakt te worden.
Aan het begin van elk spel voor 3 of 4 spelers, zijn er in de bank 19 kaarten van elke grondstofsoort; in een spel voor 5 of 6 spelers 24. Door naar de bank (zie hierboven) te kijken, kunnen spelers ongeveer zien hoeveel kaarten van elke grondstof er in het spel zijn. Als er op een gegeven moment niet genoeg grondstofkaarten zijn om alle spelers uit te betalen, worden de grondstoffen verdeeld op basis van de beurt totdat de kaarten op zijn, op is op.
De landtegels en de bijbehorende grondstoffen:
| Landtegel            | Grondstof                   |
| -------------------- | --------------------------- |
| Woud/Bos             | Hout/Boomstronken           |
| Weiland/Wei(de)      | Wol                         |
| Akkerland/Akker(s)   | Graan                       |
| Gebergte/Bergen      | (IJzer)erts/Graniet         |
| Heuvelgebied/Heuvels | (Bak)steen/Klei/ Leem/brik  |
| Rivier               | Goud (grondstof naar keuze) |

#### Van handelstransacties
- Onderling handelen
  - Alleen de speler die aan de beurt is mag grondstoffenkaarten ruilen met andere spelers. Iedereen mag de onderhandelingen om tot een ruil te komen beginnen, zolang de speler die aan de beurt is, betrokken is bij de ruil.
  - Hoeveel kaarten er geruild worden tegen elkaar wordt bepaald door de twee ruilende spelers.
  - Iedere speler die ruilt moet in elk geval één grondstof afgeven. Ruilen tegen nul grondstoffen is niet toegestaan.

- Handelen met de bank
  - Bank (4:1): in zijn beurt, mag een speler 4 gelijke grondstoffen ruilen voor één naar keuze.
  - Gewone haven (3:1): indien een speler een dorp of stad aan een 3:1 haven heeft gebouwd, mag hij in zijn beurt met de bank 3 gelijke grondstoffen ruilen voor één naar keuze.
  - Gespecialiseerde haven (2:1): voor elk grondstoftype is er één gespecialiseerde haven. In zijn beurt mag een speler die een dorp of een stad aan zo’n haven heeft gebouwd van dit grondstoftype twee kaarten ruilen voor één naar keuze. Voor de andere grondstoftypen geldt de 4:1- of 3:1-regel.
  - Een haven mag niet gebruikt worden in dezelfde beurt waarin het havendorp is gebouwd.

### Het verliezen van grondstoffen

#### Door stelen en de struikrover
Aan het begin van het spel staat er een zwarte struikroverfiguur op de woestijntegel. Wanneer er zeven wordt gegooid moet de speler die aan de beurt is de struikrover verplaatsen. De speler moet dan, als dat tenminste mogelijk is, van een van de spelers die een dorp of een stad heeft aan de tegel waar de struikrover naartoe verplaatst is een grondstof stelen. Deze regel geldt ook als een speler die aan de beurt is een ridderkaart uitspeelt. Ook dan moet deze speler de struikrover verplaatsen en indien mogelijk een grondstof stelen. De tegel met de struikrover levert geen grondstoffen op zolang hij daarop staat. De struikrover heeft geen invloed op de werking van havens.

#### Afleggen wanneer 7 is gegooid
Wanneer een zeven wordt gegooid in een spel voor 3-4 spelers, moeten degenen die meer dan 7 grondstoffen op handen hebben de helft (afgerond naar beneden) teruggeven aan de bank. De officiële regels zeggen dat dezelfde regel geldt in een spel voor 5-6 spelers, maar dat alle spelers aan het eind van iedere beurt mogen kopen wat ze maar willen (dorpen, steden, schepen, kaartjes) tijdens een tussentijdse bouwronde na iedere beurt (andere acties dan kopen zijn niet toegestaan). Veel speelgroepen hanteren echter een niet-officiële variant, waarbij er geen tussentijdse bouwronde plaatsvindt. Bij deze variant geldt de regel van het afleggen van de helft van de grondstofkaarten af te leggen pas bij 10 kaarten of meer.

### Spelervolgorde
Aan het begin van het spel gooit elke speler met de dobbelstenen. De speler die het hoogst heeft gegooid is als eerste aan de beurt. Daarna volgen de andere spelers op volgorde van zitplaats, met de klok mee. Analyse van de statistische gegevens van een groot aantal gespeelde potten Catan heeft aangetoond dat de winstpercentages opgedeeld naar startpositie, maximaal 2 procentpunten verschillen van het totale winstpercentage. Met andere woorden: het spel is zeer evenwichtig, zodat in ieder spel elke speler grofweg dezelfde kans heeft om te winnen, onafhankelijk van de startpositie. Het kan wel zijn dat een bepaalde speler bijvoorbeeld vaker wint als hij als eerste een dorp mag plaatsen dan wanneer hij als derde aan de beurt is; dit verschilt per speelstijl.

#### Bouwregels
Wanneer het bord klaar op tafel ligt, ligt er tussen elke twee tegels een pad. Straten mogen alleen op deze paden geplaatst worden, behalve op een pad tussen twee zeetegels. Op dezelfde manier mogen schepen geplaatst worden, behalve op een pad tussen twee landtegels en alleen op andere kaarten (zie de lijst onder 1) dan de standaardkaarten. Driesprongen zijn daar waar drie tegels bij elkaar komen. Dorpen en steden mogen alleen op deze driesprongen worden gebouwd. Aangezien er aan elke driesprong drie tegels grenzen, spreidt de invloed van een dorp of stad zich uit over elk van deze tegels. Tussen dorpen en steden (of ze nu van jezelf zijn of van een andere speler) moet altijd minimaal één vrije driesprong blijven. Deze regel staat bekend als de afstandsregel. Om iets te kunnen bouwen op het eiland Catan, moet een speler bepaalde bouwkosten betalen(zie verderop bij Verdere uitbreiding). Elke speler ontvangt een kaart waarop deze bouwkosten vermeld staan.

### Startopstelling
Aan het begin van het spel mag iedere speler twee dorpen plaatsen. Beide dorpen mogen op een willekeurige driesprong geplaatst worden, rekening houdend met de afstandsregel. Aan beide dorpen mag een straat (op het land) of een schip (op zee) geplaatst worden. Volgens de door het gooien met de dobbelsteen vastgestelde spelervolgorde plaatst elke speler één dorp met daaraan vast een schip of een straat. Daarna, in omgekeerde volgorde het tweede dorp met straat/schip. Elke speler krijgt voor het laatst geplaatste dorp maximaal drie grondstoffen, de eerste oogst van de drie tegels die aan dit dorp grenzen. Als één of meerdere van deze drie tegels uit zee of woestijn bestaat, krijgt de speler hiervoor geen grondstof. Veel spelers vinden het handig om hun tweede dorp zo te kiezen dat ze aan het begin van het spel een straat in handen hebben (klei en hout), een ontwikkelingskaart (graan, erts en wol) of het merendeel van een stad (twee ertsen en een graan).

### Verdere uitbreiding

#### De acties binnen een beurt
Elke spelerbeurt bestaat uit de volgende mogelijke acties. Deze acties kunnen alleen in de hier gegeven volgorde worden uitgevoerd.
1. Een ontwikkelingskaart uitspelen. Dit mag op ieder moment binnen de eigen beurt gedaan worden, zelfs voordat de dobbelstenen gegooid worden (optioneel)
2. De dobbelstenen gooien en grondstoffen innen (of afleggen) (verplicht)
3. De struikrover plaatsen en een grondstof stelen (verplicht als een zeven is gegooid)
4. Ruilen met spelers of de bank, eventueel via havens* (optioneel)
5. Bouwen (optioneel)
6. Dobbelstenen doorgeven en beurt beëindigen (verplicht)

In praktijk worden vaak de volgende regels gehanteerd.
1. Een ontwikkelingskaart uitspelen. Dit mag op ieder moment binnen de eigen beurt gedaan worden, zelfs voordat de dobbelstenen gegooid worden (optioneel)
2. De dobbelstenen gooien en grondstoffen innen (of afleggen) (verplicht)
3. De struikrover plaatsen en een grondstof stelen (verplicht als een zeven is gegooid)
4. Ruilen met andere spelers (optioneel)
5. Ruilen met havens of de bank en bouwen, in willekeurige volgorde * (optioneel)
6. Dobbelstenen doorgeven en beurt beëindigen (verplicht)

De Catan wereldkampioenschappen 2002-2003 hanteerden licht gewijzigde regels.
1. Een ontwikkelingskaart uitspelen. Dit mag op ieder moment binnen de eigen beurt gedaan worden, zelfs voordat de dobbelstenen gegooid worden (optioneel)
2. De dobbelstenen gooien en grondstoffen innen (of afleggen) (verplicht)
3. De struikrover plaatsen en een grondstof stelen (verplicht als een zeven is gegooid)
4. Ruilen met andere spelers, havens en/of de bank en bouwen, in willekeurige volgorde * (optioneel)
5. Dobbelstenen doorgeven en beurt beëindigen (verplicht)

* Belangrijke beperking: een nieuw gebouwde haven kan pas gebruikt worden in de beurt nádat hij gebouwd is.

#### Straten
Het bouwen van een straat kost een hout en een klei. Straten die gebouwd worden na de startopstelling moeten altijd aan bestaande straten of dorpen van de eigen kleur worden gelegd. Er mag niet over een dorp of stad van een tegenstander gebouwd worden. Ze mogen niet worden verplaatst of teruggenomen op hand. Elke speler heeft 15 straten tot zijn beschikking. Als deze allemaal zijn opgebruikt, is er geen manier om aan nieuwe te komen.

#### Schepen
Inbegrepen bij Zeevaarders.
Een schip kost een hout en een wol. Schepen mogen alleen gebouwd worden aan bestaande schepen of dorpen van de eigen kleur. Om aan een schip een straat te bouwen of omgekeerd, moet er altijd een eigen dorp tussen staan. Net als bij straten mag niemand schepen bouwen over een dorp of stad van een tegenstander. Een keer per beurt mag de speler die aan de beurt is het laatste schip van een open rij schepen (dat wil zeggen, zonder dorp aan het einde) verplaatsen, naar iedere andere plek waar hij volgens de regels een nieuw schip zou mogen bouwen. Op kaarten die met de uitbreiding Zeevaarders gebouwd worden (alle behalve de standaard kaarten), heeft een speler 15 schepen tot zijn beschikking. Ook hier geldt: op is op.

#### Dorpen
Een dorp kost een hout, een graan, een klei en een wol. Dorpen mogen alleen worden gebouwd aan de straten en schepen van dezelfde speler. Een nieuw dorp kan uitbreiding betekenen van het aantal landtegels waaraan de speler woont, en van het aantal getalfiches dat opbrengsten oplevert. Bij het bouwen van een dorp moet altijd rekening worden gehouden met de afstandsregel. Elke speler heeft vijf dorpen tot zijn beschikking. Als een speler ze allemaal op het bord heeft staan, kan hij alleen een nieuw dorp bouwen als hij eerst een van zijn bestaande dorpen omzet in een stad.

#### Steden
Een stad kost twee graan en drie erts. Spelers mogen alleen van een bestaand dorp een stad maken. Een dorp wordt opgewaardeerd tot een stad, net zoals bij Monopoly de spelers een huis kunnen opwaarderen tot een hotel. Vaak biedt het bouwen van een stad op een goede driesprong de beste mogelijkheid om de productie van grondstoffen te vergroten. In een beurt zijn er geen limieten aan het bouwen en het opwaarderen van dorpen tot steden. Iedere speler heeft vier steden tot zijn beschikking. Ook hier geldt: op is op.

#### Ontwikkelingskaarten
Een ontwikkelingskaart kost een graan, een erts en een wol. Een ontwikkelingskaart die geen overwinningspunt is, mag op elk moment in de eigen beurt worden uitgespeeld, in de eerste beurt volgend op het moment van aankoop. Overwinningspunten mogen onmiddellijk na aankoop worden uitgespeeld en tellen in tegenstelling tot andere kaarten niet mee voor de regel die bepaalt dat er in één beurt slechts één ontwikkelingskaart uitgespeeld mag worden. Daarom heeft het totaal geen zin om overwinningspunten uit te spelen vóór het moment dat je het spel kunt winnen.
Aan het begin van een spel voor 3 of 4 personen bestaat de stapel van 25 ontwikkelingskaarten uit: 14 x ridder, 5 x overwinningspunt, 2 x monopolie, 2 x stratenbouw en 2 x uitvinding. Met 5 of 6 spelers zijn er 34 ontwikkelingskaarten: 20 x ridder, 5 x overwinningspunt, 3 x monopolie, 3 x stratenbouw en 3 x uitvinding. Elke ontwikkelingskaart kan een keer worden uitgespeeld en wordt daarna open op tafel gelegd. Uitgespeelde ontwikkelingskaarten gaan dus niet terug naar de bank. Als er geen ontwikkelingskaarten meer in de bank zijn, gaat het spel gewoon door, er kunnen alleen geen kaarten meer gekocht worden. Een ontwikkelingskaart mag nooit verhandeld worden.

### Grootste riddermacht
De eerste speler die zijn derde ridder uitspeelt krijgt de kaart 'Grootste Riddermacht'. De kaart is twee overwinningspunten waard. Wanneer een andere speler een ridder uitspeelt en daardoor een grotere riddermacht krijgt dan degene die de kaart in zijn bezit heeft, krijgt deze onmiddellijk de kaart en de bijbehorende twee punten. Let op: de kaart blijft dus in het bezit van de eerste speler als een andere evenveel ridders heeft uitgespeeld. Alleen de speler die de kaart 'Grootste Riddermacht' in zijn bezit heeft krijgt de twee overwinningspunten. De speler die deze dus eerst had raakt ze weer kwijt.

### Langste handelsroute
De eerste speler die een aaneengesloten route van minstens vijf straten (en/of schepen) heeft, krijgt de kaart 'Langste Handelsroute'. De kaart is twee overwinningspunten waard. Wanneer tijdens het spel een andere speler een langere route bouwt dan de bezitter van de kaart, neemt hij onmiddellijk de langste handelsroute en de bijbehorende twee punten over. Let op: de kaart blijft dus in het bezit van de eerste speler als een ander een even lange handelsroute heeft gebouwd.
De handelsroute kan verbroken worden als een andere speler een dorp in deze route bouwt. Als dit tot gevolg heeft dat twee spelers een even lange langste handelsroute hebben, gaat de kaart 'Langste Handelsroute' terug naar de bank, totdat een speler de kaart (terug)wint.
Indien de langste handelsroute verbroken wordt, kan het gebeuren dat de speler die de kaart nu in handen krijgt 10 of meer overwinningspunten heeft. Iemand kan echter alleen in de eigen beurt winnen. Als een andere speler eerder 10 overwinningspunten of meer haalt is deze de winnaar van het spel.

### Havenmeester
Inbegrepen bij Kooplieden & Barbaren.
De eerste speler die minstens drie havenpunten heeft, krijgt de kaart 'Havenmeester'. De kaart is twee overwinningspunten waard. Wanneer tijdens het spel een andere speler meer havenpunten heeft dan de bezitter van de kaart, neemt hij onmiddellijk de havenmeester en de bijbehorende twee punten over.

### Overwinningspunten
Eén overwinningspunt per stuk zijn waard:
- dorp
- kaarten:
  - Kathedraal
  - Markt
  - Bibliotheek
  - Parlement
  - Universiteit

Twee punten waard zijn:
- stad
- kaarten:
  - Grootste riddermacht
  - Langste handelsroute
  - Havenmeester

Op sommige kaarten levert het bouwen van een dorp op een nieuw eiland of het bouwen van handelsroutes een extra overwinningspunt op. Het spel wordt met een bepaald aantal overwinningspunten gewonnen (zie het overzicht).

## Versies en uitbreidingen
De volgende spellen, uitbreidingssets en andere Catan-gerelateerde producten zijn in Nederland uitgegeven:

### Spellen
- Catan (1995)
Het basisspel. Dit spel is nodig om alle andere uitbreidingen te kunnen spelen.

### Uitbreidingssets op type
- Zeevaarders (1997)
Met deze uitbreiding kunnen de spelers met boten naar andere eilanden reizen, en worden de goudtegels geïntroduceerd.
- Steden en ridders (2001)
De spelers moeten zich verdedigen tegen barbaren die om de zoveel tijd toeslaan. Hiervoor kunnen de spelers ridders bouwen. Daarnaast kunnen spelers hun steden naar metropolen opwaarderen. Hiervoor worden handelswaren gebruikt, vergelijkbaar met grondstoffen. De kaart 'Grootste Riddermacht' wordt niet gebruikt. De ridders weren zich samen tegen een invasie door de barbaren. Wanneer de barbaren worden afgeweerd verdient de speler die alleen de meeste ridders voor de riddermacht levert een overwinningspunt. Wanneer er minder ridders zijn dan steden wordt van de speler met de minste ridders (en alle spelers die geen ridders actief in het spel hebben) een stad tot dorp gedegradeerd.

Wanneer een speler voldoende handelswaar heeft gespaard, kan hij een stad tot metropool promoveren. Deze is 4 overwinningpunten waard en biedt tegelijkertijd bescherming aan de stad. De ontwikkelingskaart Saboteur kan er wel op worden toegepast (minder inkomsten/handelswaar), maar de stad kan niet worden gedegradeerd mocht deze speler te weinig ridders hebben. De metropool telt echter wel mee voor het aantal ridders dat nodig is om de barbaren te verslaan.
- Kooplieden en barbaren (2007)
Kooplieden & barbaren is een verzameling van 4 Catan varianten ("Vriendelijke struikrover", "Gebeurtenissen op Catan", "havenmeester" en "Catan voor 2") en 5 scenario’s (Vissers van Catan, "Rivieren van Catan", "Trektocht", "Barbarenoverval" en "Kooplieden en barbaren").
- Piraten & ontdekkers (2013)
5 nieuwe scenario's voor Catan. In deze versie staat het ‘ontdekken’ van nieuw land centraal. Schepen kunnen, in tegenstelling tot in Zeevaarders, vrij bewegen en kunnen kolonisten, eenheden en/of goederen vervoeren.

### Uitbreidingssets op aantal spelers
- Catan (1995)
- Zeevaarders (1997)
- Steden en ridders (2002)
- Kooplieden en barbaren (2008)
- Piraten & ontdekkers (2015)

Deze maken het mogelijk om de genoemde versie met 5 of 6 spelers te spelen.

### Scenario's voor uitbreidingen
- Schatten, draken & ontdekkingsreizigers (2016)
- De legende van de zeerovers (2017)
- De legende van de veroveraars (2019)

### Historische scenario's
- Historische scenario's I (2002): Cheops & Alexander de Grote
- Historische scenario's II (2004): Troje & De grote muur

De Historische Scenario's zijn gebaseerd op de echte geschiedenis, en worden in tegenstelling tot het basisspel op een vast bord (scenario) gespeeld. Om ze te kunnen spelen is het wel vereist een basisspel in bezit te hebben. Deze uitbreidingen kunnen echter niet in combinatie met de andere uitbreidingen gespeeld worden.

### De zes scenario's
In 2005 zijn er nog zes kleine uitbreidingen verschenen:
- De specialisten
- De koloniën
- De woestijnruiters
- Het grote kanaal
- De wereldwonderen
- De diamanten

Als iemand alle zes de uitbreidingen gekocht had, kon diegene gratis een zevende miniscenario aanvragen:
- De vissers

### Nog drie scenario's
- Oliebronnen (2011)
- Beste vrienden (2012)
- Helpers van Catan (2013)

### Aparte spellen
Er zijn ook een aantal aparte Catan-gerelateerde spellen uitgebracht. Deze spellen worden los gespeeld. Er zijn er meer dan in deze lijst, maar hiervan zijn er nog geen Nederlandse uitgaven. (zie Duits)
- Kolonisten van de prehistorie (2002) – Speelt zich af in de prehistorie.
- De ruimteschepen van Catan (2001 DE, 2004 NL) – Speelt zich af in de ruimte, andere (wat sciencefictionachtige) grondstoffen.
- De kolonisten van Catan: de val van Rome (2006) – elke speler probeert het Romeinse Rijk te veroveren
- De kolonisten van de Lage Landen (2009) – met deze versie kan men in Nederland en Vlaanderen spelen
- De kolonisten van Catan mini-editie (2009) – om ook op reis van Catan te kunnen genieten
- De kolonisten van Amerika (2010) – in deze variant wordt Amerika gekoloniseerd
- Star trek Catan (2012)
- De kolonisten van Catan: Europa ontwaakt (2012)
- De kolonisten van Catan: het oude Egypte (2014)
- A Game of Thrones: Catan (2018)
- Catan: De Opkomst van de Inca's (2018)
- Catan: Kosmonauten (2019)

#### Het Kaartspel
De kolonisten van Catan: het kaartspel (1996) – dit is een kaartspel voor twee personen.

Het kaartspel heeft diverse themasets (uitbreidingssets):
- Speciale themasets
  - Goud en piraten (een promotionele themaset)
  - Kunstenaars en weldoeners (meegeleverd met de jubileumuitgave)
- Standaard themasets
  - Barbaren en handelsheren
  - Handel en wandel
  - Politiek en intrige
  - Ridders en kooplieden
  - Tovenaars en draken
  - Wetenschap en vooruitgang

Vergeleken met het Catan bordspel ligt in het Catan kaartspel een veel grotere nadruk op tactiek. In het Catan bordspel neemt het samen spelen namelijk een grote rol in, maar in het Catan kaartspel niet omdat er maar twee spelers zijn. In tegenstelling tot het bordspel begint iedere speler met maar 1 straat. Wel krijgt elke speler 2 dorpen die door de straat worden verbonden.
Door het gooien van de getallendobbelsteen worden grondstoffen vergaard. Hiermee worden straten, dorpen en steden gebouwd om een grotere grondstoffenopbrengst te krijgen. Het verschil is dat dit alles op vierkante kaarten is uitgebeeld. Daarnaast zijn er de handkaarten en de gebeurtenisdobbelsteen. De handkaarten kunnen vergeleken worden met de kaarten uit de uitbreiding 'Steden en Ridders' van het spel voor drie en vier spelers. Deze vormen een grote set additionele gebouwen, eenheden en acties. Met deze kaarten kunnen grondstoffenopbrengsten verhoogd worden, handelsmogelijkheden verbeterd, gebouwen afgebroken en veel meer. De toevoeging van deze kaarten maakt het mogelijk het spel te beïnvloeden en deze voegen het tactische element toe. De gebeurtenisdobbelsteen heeft vijf iconen: roofoverval, goed jaar, de molen, riddertoernooi en gebeurtenis (deze laatste staat op twee zijden). In veel gevallen zorgen de bijbehorende acties voor een grondstoffenwinst of -verlies voor (een van) beide spelers.

#### De Vorsten van Catan
De Vorsten van Catan (2010) – dit is een vernieuwde versie van het Kaartspel.

Er zijn twee themasets:
- De Vorsten van Catan: Donkere tijden (2011)
- De Vorsten van Catan: Gouden tijden (2012)

Sinds 2017 heet De Vorsten van Catan "Catan: Het duel".

#### Het snelle kaartspel
(De kolonisten van) Catan: het snelle kaartspel is een kaartspel voor 2 tot 4 spelers dat maar 30 minuten duurt. Ook in dit kaartspel bouw je straten, dorpen en steden en zet je ridders in. Steden kunnen op verschillende manieren uitgebreid worden. Verder kun je met de andere spelers of met de markt en de gedekte stapel grondstoffen ruilen. Straten en ridders kunnen echter door de andere spelers afgepakt worden. Zo zijn ook behaalde overwinningspunten niet altijd zeker. Het bouwen van een kerk of een stadsmuur kan echter bescherming bieden.

#### Het dobbelspel
(De kolonisten van) Catan: het dobbelspel (2008) is een dobbelspel voor 1 tot 4 personen. Met behulp van een voorgetekend speelveld en zes dobbelstenen moeten de spelers punten proberen te halen. De interactie tussen de spelers ontbreekt in deze Catan-versie en het spel duurt korter. De spelregels zijn beperkter en het lijkt in enkele opzichten op Yahtzee, waar ook met een groot aantal dobbelstenen punten behaald moeten worden. Op het internet zijn sinds de uitgave van het spel enkele varianten te vinden, eveneens bedacht door Klaus Teuber.
Je kan ook extra scorebloks kopen, zonder heel het spel opnieuw te moeten kopen. Het spel wordt gespeeld met speciale Catan-dobbelstenen met daarop afbeeldingen van de grondstoffen, maar kan ook met gewone dobbelstenen worden gespeeld. Elke grondstof wordt dan gekoppeld aan een getal dat overeenkomt met het aantal gegooide ogen van de dobbelsteen.

#### Catan voor kinderen
Er zijn ook 2 varianten voor kinderen.

Vanaf 4 jaar is er:
- Kinderen van Catan (2003)

En voor de kinderen die Kinderen van Catan ontgroeid, is er vanaf 7 jaar:
- (De kolonisten van) Catan junior

#### Computerspellen
- Denda multimedia heeft enkele computerspellen uitgebracht waarin de Catan-spellen digitaal kunnen worden gespeeld. Deze spellen kunnen ook online met meerdere spelers worden gespeeld en gaan veelal sneller dan de bordspellen omdat er geen onderdelen opgezet of verplaatst hoeven te worden. De computergestuurde personages in het spel kunnen ook praten. Opvallend aan de spellen is dat de vertaling uit het Duits vaak niet helemaal af is; zo is er een scenario genaamd 'Vüür eiland'.

- De kolonisten van Catan: dit spel omvat zowel het basisspel als de uitbreiding Zeevaarders. Ook zijn er enkele speciale scenario's in opgenomen.

- Catan – het kaartspel op cd-rom: dit spel omvat offline alleen het basisspel, maar online kunnen alle 5 de uitbreidingen gebruikt worden. Ook is het mogelijk om zelf een kaartenset samen te stellen.

- Het ruimteschip Catan: dit spel is opvallend omdat het in Nederland eerder uitkwam dan de bordspelvariant. Ook heeft het een iets andere titel dan het bordspel (dat "De ruimteschepen van Catan" heet)

- In mei 2007 is er tevens een Xbox Live-versie van het (basis)spel verschenen. Deze is ontwikkeld door de studio Big huge games.

- In 2011 zijn er ook versies uitgekomen voor Android en iOS, genaamd Catan.

##### Freeware
Er zijn ook een aantal gratis (freeware) varianten op het spel voor de computer beschikbaar:
- PlayCatan (voorheen "Catan Online Welt"): Een (Duitstalig) spel van Klaus Teuber en het telecombedrijf T-Mobile, waarin spelers hun eigen huis en personages kunnen creëren en deel kunnen nemen aan een grote online gemeenschap. Er bestaat ook een betaalde ("premium") versie van.
- Feuerteufel: Dit is een versie van het kaartspel met alle uitbreidingssets, gemaakt door "Tsja". Het spel kan zowel online als alleen gespeeld worden. Ook had het een optie om via e-mail te spelen. Deze optie is niet langer beschikbaar.
- SilverWolf: Candamir voor de PC. Het speciale aan dit spel is dat het in het Nederlands is, en het bordspel Candamir enkel in het Duits verschenen is. Van de maker van Feuerteufel.
- Die Siedler von Catan – DOS-version (Duits): Een wat simpele, oude versie van het spel dat zelfs op MS-DOS te spelen is.
- Xplorers – Site waar je online kan spelen tegen andere spelers of tegen de computer.[4]

### Jubileumedities en verzamelaarsobjecten
Voor het 10-jarig bestaan van Catan bracht 999 Games ook 3 extra edities uit:
- De kolonisten van Catan: jubileumeditie (Het basisspel + uitbreiding voor 5 en 6 spelers met een goud kleurige toets in beperkte oplage)
- De kolonisten van Catan: kaartspel jubileumeditie (Nieuwe themaset: Kunstenaars en weldoeners + luxe verpakking om alle uitbreidingen in te bewaren)
- De kolonisten van Catan 3D: deze versie is hetzelfde als het oorspronkelijke spel, maar is volledig driedimensionaal ontworpen en kan niet met uitbreidingen worden gespeeld. Het spel verscheen in gelimiteerde oplage, en kostte rond de 270 euro.

- De kolonisten van Catan: dobbelbeker

In deze set krijgt u een dobbelbeker met het in reliëf gedrukte logo van De Kolonisten van Catan. In deze uitgave krijg je ook als bonus 2 sets houten Catan-onderdelen (15 straten, 4 steden en 5 dorpen) in de kleuren geel en roze. Zo kunnen de spelers uit nog meer kleuren kiezen.
- De kolonisten van Catan: verzamelaarseditie

Deze oplage bevat het basisspel voor 6 spelers in een houten kistje. De landschapstegels hebben een ronde uitsparing, waar men de getallenfiches in kan leggen.

### Enkel in het Duits
Deze spellen zijn nog niet in het Nederlands vertaald.
- Der große Fluss ("De grote rivier") (2002): werd gratis uitgedeeld op de spellenbeurs in Essen in 2005. De grote rivier ontspringt in de bergen, stroomt door het heuvellandschap en vertakt zich in het moeras tot een delta en mondt uit in de zee. Hij is rijk aan goud, dat hij aan zijn oevers afzet. Elke speler probeert zo veel mogelijk straten, dorpen en steden te bouwen aan de riviertegels om met behulp van het goud extra overwinningspunten te vergaren. (inbegrepen bij Kooplieden & Barbaren)

- Die große Karawane ("De grote karavaan"): werd gratis uitgedeeld op de spellenbeurs in Essen in 2006. In de oase hebben Nomaden zich gevestigd. De Nomaden hebben dringend wol en graan nodig en bieden daarvoor handelswaren uit de woestijn aan. Omdat Catanners altijd wat schapen en graan over hebben sturen de Nomaden karavanen uit om de begeerde grondstoffen te ruilen. Door middel van de karavaanpijlen worden in de loop van het spel 3 routes gemaakt. Alle dorpen en steden die aan zo’n route liggen hebben 1 overwinningspunt meer. Alle straten die parallel lopen aan een karavaanroute tellen voor de langste handelsroute dubbel. (inbegrepen bij Kooplieden & Barbaren)

- Atlantis: Szenarien & Varianten zu Die Siedler von Catan: uitbreiding van Catan, met een nieuw scenario, en verschillende varianten op het spel. (deels opgenomen in andere uitbreidingen)

- Candamir – Abenteuer Catan ("Avontuur Catan"): een spel gebaseerd op de Catan-roman (zie hieronder)

- Elasund – Die Erste Stadt ("De eerste stad"): het vervolg op Candamir, eveneens gebaseerd op de roman.

- Die Siedler von Nürnberg ("De kolonisten van Nürnberg"): een speciale versie van het oorspronkelijke spel, dat is uitgebracht in verband met de viering van het 950-jarig bestaan van de stad.

- Die Sternenfaher von Catan ("De ruimtevaarders van Catan"): Catan in de ruimte voor 3 of 4 spelers. Nieuwe planeten worden gekoloniseerd en er wordt gehandeld met ruimtevolken. Wel vertaald in het Engels, niet in het Nederlands. Het kaartspel De Ruimteschepen van Catan is op dit bordspel gebaseerd.

- Die Sternenfahrer von Catan Ergänzungs-set für 5 + 6 Spieler: maakt het mogelijk Sternenfahrer met 5 of 6 spelers te spelen.

- Die Siedler von Catan, Deutschland Edition: speciale editie van Catan, waarbij de kaart van Duitsland als uitgangspunt geldt.

- Die Siedler von Catan, der Schokolatenmarkt: mini-uitbreiding van Catan, uitgegeven door Rittersport.

### Andere Catan-uitgaven
- Das Buch zum Spielen ("Het boek om te spelen"): een boek met daarin vele door spelers ingezonden scenario's. Dit wordt niet meer gedrukt en begint bijzonder schaars te worden. Op veilingsites lopen de prijzen op tot 50 euro en hoger, in Amerika is er echter nog een kleine voorraad waardoor importeren soms een betere optie is.
- De kolonisten van Catan – de roman (DE 2003, NL 2004): een historische roman, geschreven door Rebecca Gable. Het boek is gebaseerd op het bordspel van De kolonisten van Catan. Het boek bevat een voorwoord van Klaus Teuber. Opvallend is dat oorlog en geweld in het boek niet geschuwd worden, terwijl deze elementen in de spellen niet voorkomen; Teuber heeft gezegd dat "de mensheid al genoeg oorlog en ellende heeft veroorzaakt" en hij het daarom "niet in zijn spellen hoeft te herhalen".

De spellen zijn bij vrijwel iedere speelgoed- en spellenwinkel te koop, en in sommige boekhandels. Ze zijn ook verkrijgbaar via veel internetwinkels.

## Wereldkampioenschap
Eerst elk jaar en sinds 2008 elke twee jaar wordt er een wereldkampioenschap Catan gehouden. De winnaars van de afgelopen jaren waren:
- 2018: de Mexicaan Quetzal Hernandez[5]
- 2016: de Amerikaan William Cavaretta[6]
- 2014: de Est Sander Stroom[7]
- 2012: de Oostenrijker Herbert Schager[8]
- 2010: de Nederlander Erwin Pauëlsen[9]
- 2008: de Amerikaan Todd Sweet[10]
- 2007: de Let Arnis Buka[11]
- 2006: de Fin Markus Nuopponen[12]
- 2005: de Tsjech Jiri Buchta[13]
- 2004: de Italiaan Francesco Ferarri[14]
- 2003: de Duitser Michel Hirschfeld[15]
- 2002: de Nederlander Jacques Kieft (spelend voor Ierland)[16]
- 2001 (onofficieel): de Duitser Ralf Arnold[17]